# Аль-Вади, Сулхи
Сулхи Аль Вади (араб. صلحي الوادي‎;   12 февраля 1934, Багдад — 30 сентября 2007, Дамаск) — сирийский композитор, дирижёр и музыкальный педагог.
Как сообщает сын музыканта Сармад Аль Вади, семья Аль Вади принадлежала к ближневосточной аристократии: его отец Хамед Аль Вади был председателем королевского суда при Абдалле II, а дядя Шакер Аль Вади занимал министерские посты в Ираке.
Окончив школу и колледж в Египте, был отправлен отцом в Англию изучать сельское хозяйство, однако вместо
того окончил Королевскую академию музыки в Лондоне (1960). Вернувшись в Дамаск, в 1962 г. основал Арабский музыкальный институт (в 2004 г. ему было присвоено имя Аль Вади). На протяжении многих лет занимался просвещением и пропагандой в области академической музыки. В результате в 1990 г. в Сирии была открыта Высшая школа музыки и театра и началось строительство оперного театра, в 1991 г. был учреждён Сирийский национальный симфонический оркестр. В 1995 г. под управлением Аль Вади состоялась первая в истории Сирии оперная премьера: опера Генри Пёрселла «Дидона и Эней» была представлена в древних амфитеатрах городов Босра и Пальмира.
Аль Вади принадлежат различные камерные сочинения, в том числе фортепианное трио (1975), посвящённое памяти Дмитрия Шостаковича.
В 1995 г. награждён сирийским Орденом за заслуги. Почётный доктор Ереванской консерватории (1999). В память об Аль Вади в Дамаске учреждён международный конкурс пианистов.